# 韦罗妮卡·尼古拉
韦罗妮卡·尼古拉（羅馬尼亞語：Veronica Necula，1967年5月15日—），罗马尼亚女子赛艇运动员。她曾代表罗马尼亚参加1988年和1992年夏季奥林匹克运动会赛艇比赛，获得二枚银牌和一枚铜牌。